# CGTalk
CGTalk var en webbsajt och diskussionsforum för datorgrafik. Medlemmarna bestod mest av människor som sysslar med datorgrafik för film, TV, och datorspel. År 2006 hade CGTalk 200 000 medlemmar. Webbsajten lades ned år 2024.